# John C. Dvorak
John C. Dvorak é um colunista norte-americano e divulgador nas áreas de tecnologia e informática. Iniciou carreira em 1980, como colunista de diversas revistas. Pelo menos desde 1994, o peso de sua influência, de "mais famoso jornalista de informática e computadores" é conhecido por seus artigos especulativos e provocadores.

## Revistas
Dvorak escreve em várias publicações, incluindo PC Magazine (duas colunas desde 1986), Marketwatch, na América do Norte; BUG Magazine, na Croácia; e Info Exame no Brasil.
Sua coluna PC Magazine é licenciada mundialmente..

## Livros
Dvorak foi autor ou co-autor de mais de uma dúzia de livros, incluindo Hypergrowth: The Rise and Fall of the Osborne Computer Corporation com Adam Osborne. Seu último livro é Online! The Book (Prentice Hall PTR, outubro, 2003) em co-autoria com Wendy Taylor e Chris Pirillo.

## Prêmios
A Computer Press Association (Associação de Imprensa de Informática) laureou Dvorak com os prêmios de Melhor Colunista e Melhor Coluna, e ele foi também vencedor em 2004 e 2005 do prêmio dado pela American Business Editors Association's, pela melhor coluna online de 2003 e 2004, respectivamente.
Foi criador e principal jurado do Dvorak Awards (Prêmio Dvorak), (1992 a 1997).

## Rádio e TV
Dvorak participou da primeira equipe da CNET Networks, aparecendo no primeiro programa de TV CNET Central. Também teve um programa de rádio chamado Real Computing (Computação Real) na emissora NPR, além de um programa de TV chamado Silicon Spin (Giro do Silício).

## Biografia
Dvorak nasceu em 1952 em Los Angeles, Califórnia.(biografia em inglês). Viveu em Seattle, Washington e Port Angeles, Washington. Sua esposa, Mimi Smith-Dvorak, é colaboradora ocasional em seus artigos.
Lucrando "centenas de milhares de dólares por ano" com seu trabalho, ele cobra por palestra uma taxa de US$5.000,00 a US$15.000,00.

## Curiosidades
- Dvorak foi durante muito tempo um crítico da Apple Computer, mesmo enquanto escrevia para a revista MacUser. Em 2005 ele sugeriu que a recente boa vontade da imprensa em relação à Apple era causada por jornalismo tendencioso, afirmando: "com 90 por cento dos principais escritores sendo usuários de Mac, o que mais poderíamos esperar?". Ele também ficou famoso por suas alegações de que a Apple jamais iria produzir um iPod com vídeo, a marca Mac seria encerrada, a escolha da Apple por chips Intel iria prejudicar o Linux, e a Apple iria passar a usar Microsoft Windows.

- Em um episódio de This Week in Tech de 2005 ele afirmou que, graças a seu provedor de acesso, ele "não recebe nenhum spam". Esta frase de efeito teve vida curta sobre a audiência. Não houve menções da taxa de falsos positivos (quanto e-mail legítimo era indevidamente apagado pelos filtros).

- Dvorak expressou sua admiração pelo conceito da Wikipédia, e afirmou, em outro episódio de This Week in Tech, que colaborou, corrigindo a versão em inglês deste artigo. Contudo, em dezembro de 2005 ele afirmou em seu blog que "como a Wikipédia vira um alvo para vandalismo organizado, o wiki está morto. Bem, ao menos na grande escala.". (ele usou a frase "Well, at least on the grande scale", numa articulação um tanto estranha.)

- Dvorak é um notório colecionador de vinhos Bordeaux, e foi jurado em vários eventos internacionais de degustação.